# Artičoka
Artičoka (karšun, lat. Cynara), biljni rod iz porodice glavočika kojemu pripada 12 vrsta trajnica. Latinsko ime roda dolazi od grčke riječi kynara, što je bilo ime jedne vrste artičoke kod Ateneja iz Neukratije.
U Hrvatskoj rastu dvije vrste divlja artičoka (Cynara cardunculus) i vrtna artičoka (Cynara scolymus)

## Vrste
1. Cynara algarbiensis Coss. ex Mariz
2. Cynara auranitica Post
3. Cynara baetica (Spreng.) Pau
4. Cynara cardunculus L.
5. Cynara cornigera Lindl.
6. Cynara cyrenaica Maire & Weiller
7. Cynara humilis L.
8. Cynara makrisii Hand & Hadjik.
9. Cynara × pacensis F.M.Vázquez
10. Cynara syriaca Boiss.
11. Cynara tournefortii Boiss. & Reut.